# قائمة المقاطعات التي أدارتها الأمم المتحدة

علم الأمم المتحدة الذي استخدم في جميع إداراتها (باستثناء سلطة الأمم المتحدة الانتقالية في كمبوديا)

علم سلطة الأمم المتحدة الانتقالية في كمبوديا

هذه قائمة بالأقاليم التي أدارتها أو تديرها الأمم المتحدة (UN) مباشرة؛ على عكس مناطق الوصاية (التي تديرها دولة واحدة بموجب تفويض من الأمم المتحدة).

## القائمة
|       | الإسم                                                                                 | سنوات         | اليوم جزء من                              |
| ----- | ------------------------------------------------------------------------------------- | ------------- | ----------------------------------------- |
| حاليا | الخط الأخضر (UNBZC)                                                                   | 1974–إلى الآن | قبرص قبرص الشمالية                        |
| حاليا | منطقة قوة الأمم المتحدة لمراقبة فض الاشتباك (أندوف أو UNDOF) في مرتفعات الجولان.      | 1974–إلى الآن | سوريا                                     |
| حاليا | بعثة الأمم المتحدة للإدارة المؤقتة في كوسوفو (UNMIK)                                  | 1999–إلى الآن | كوسوفو طالبت بها صربيا                    |
| سابقا | السلطة التنفيذية المؤقتة للأمم المتحدة (UNTEA) في غرب غينيا الجديدة                   | 1962–1963     | إندونيسيا طالبت بها جمهورية بابوا الغربية |
| سابقا | سلطة الأمم المتحدة الانتقالية في كمبوديا (UNTAC)                                      | 1992–1993     | كمبوديا                                   |
| سابقا | إدارة الأمم المتحدة الانتقالية في سلافونيا الشرقية وبارانيا وسيرميوم الغربية (UNTAES) | 1996–1998     | كرواتيا                                   |
| سابقا | إدارة الأمم المتحدة الانتقالية في تيمور الشرقية (UNTAET)                              | 1999−2002     | تيمور الشرقية                             |